# Этельред I
Этельред I (др.-англ. Æþelræd I; около 837 — 23 апреля или 28 мая 871) — король Уэссекса в 865—871 годах.

## Биография

### Происхождение
Этельред I был сыном короля Этельвульфа и Осбурги. Его братьями были Этельбальд, Этельберт и Альфред Великий.

### Нашествие «Великого войска»
Едва Этельред I вступил на престол, ему пришлось отбивать крупнейшее за всю предыдущую историю Уэссекса нашествие викингов. Осенью 865 года к берегам Англии подошёл флот данов, высадивший на берег большое войско (в «Англосаксонской хронике» оно называется «Великим войском»). Его возглавляли восемь конунгов и около двадцати ярлов, а весь флот состоял из нескольких сот кораблей. Это был уже не набег, а крупномасштабное нашествие. Основные силы высадились в Восточной Англии, но небольшой отряд проник и в устье Темзы. Для защиты своих кораблей они сделали укреплённый стан. Король Восточной Англии Эдмунд отнёсся к пришельцам вполне лояльно и снабдил их продовольствием и конями. Среди предводителей датчан были и сыновья Рагнара Лодброка — Бьёрн Железнобокий, Ивар Бескостный, Хальфдан и Убба.

### Захват Нортумбрии
Первый удар викинги нанесли по Нортумбрии, где в это время два претендента оспаривали друг у друга престол. При приближении общего врага претенденты объединили свои войска, но были разбиты и погибли в бою под стенами Йорка. 1 ноября 866 года датчане вошли в Йорк. Юго-восточная Нортумбрия досталась данам, а северо-западная — норвежцам, которые в это же время также напали на Нортумбрию. Ивар Бескостный и Хальфдан, как говорит сага, захватили в плен одного из предводителя нортумбрийцев — короля Эллу II — и предали его мучительной смерти. Так была отмщена смерть их отца Рагнара Лодброка.

### Военные действия в Мерсии

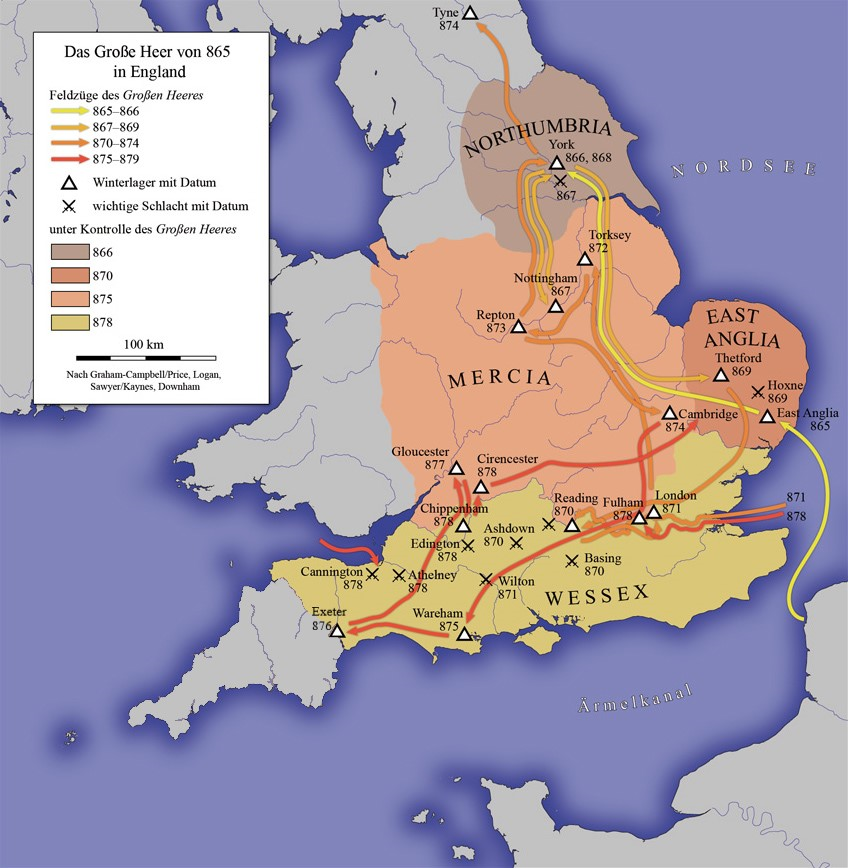
Походы Великого войска. 865—878 годы.

Затем нападению подверглась Мерсия. В 867 году викинги взяли Ноттингем и завоевали страну. На помощь Мерсии пришёл со своим войском Этельред I с братом Альфредом (Великим) и после нескольких сражений заключил с данами в 868 году в Ноттингеме постыдный мир, по которому датчане отказывались от притязаний на Мерсию и Уэссекс. Однако мир оказался непрочным. Слух об успехах викингов в Англии привлёк к ним новые отряды, и норманны с ещё большей силой со всех сторон устремились на Британские острова. Сначала датчане двинулись в Фен, где разорили несколько богатых аббатств, а затем разграбили и сожгли Питерборо, Кроуленд и Или. Почти все монахи были перебиты, а памятники литературы и искусства разграблены или уничтожены. Хальфдан объявил себя королём Британии и стал чеканить монету.

### Разгром Восточной Англии
Затем датчане неожиданно напали на Восточную Англию, которая ранее считала себя их союзницей. Её войско было разбито, а последний король Восточной Англии молодой Эдмунд взят в плен. Предводитель датчан Гутрум велел привязать его к дереву и расстрелять из луков (20 ноября 870 года). За то, что Эдмунд перед смертью отказался поклониться языческим богам, он позднее был причислен Католической церковью к лику святых. Гутрум провозгласил себя королём Восточной Англии, а через несколько лет раздал все земли королевства своим воинам для возделывания. Мерсия в 870 году также вынуждена была признать датчан своими повелителями и выплатила наложенную на неё викингами дань, так как Этельред I никакой реальной помощи Мерсии после похода в Ноттингем больше не оказал. Вся Англия к северу от Темзы была для Уэссекса потеряна, и уже встал вопрос о самом существовании независимого Уэссекса.

### Битва при Эшдауне
Весной (по другим данным, в январе) 871 года в Англию прибыла новая армия норманнов, вождями которой были два конунга и много ярлов. Датчане проникли в долину Темзы и двинулись к Ридингу. Они заняли высоты, господствующие над долиной Белого Коня (Vale of White Horse), и навязали сражение войску Уэссекса. Эта битва получила название битвы при Эшдауне по расположенному вблизи городу. В ней, как сообщал составитель «Англосаксонской хроники»: «…Против данов было дано девять генеральных сражений в королевстве к югу от Темзы [то есть в Уэссексе]… В этом году было убито девять [датских] эрлов и один король…». О жертвах среди англосаксов источники умалчивают, однако, можно предположить, что и с их стороны жертвы были значительными.
Это сражение примечательно тем, что король Этельред I никак не хотел начинать сражение, пока не закончится обедня и торжественное богослужение. Около пяти часов его младший брат Альфред находился на коне во главе войска и сдерживал его. Наконец появился король и дал сигнал к началу сражения. Англосаксы сражались отчаянно. Исход долгой и кровавой битвы решила отвага Альфреда. Один конунг викингов и пять ярлов были убиты.

### Битва у Мертона

Краткая генеалогия королей Уэссекской династии. 802—1016 годы.

Датчане отступили к Кеннету, где к ним прибыло подкрепление. После двухнедельного отдыха, 23 апреля (по другим данным — 28 мая) 871 года даны атаковали войско Уэссекса у Мертона (Мартине) в Гемпшире и разбили его. Уэссексцы отступили с поля боя. Этельред I был смертельно ранен в сражении и умер через несколько недель в Уитчемптоне. В день его похорон в городском аббатстве в Уимборне (Дорсет), викинги застали врасплох неподготовленное к битве войско уэссексцев и, разгромив его, опустошили государство «Великий Уэссекс». Преемником Этельреда I стал его младший брат Альфред Великий.

### Семья
Этельред I был женат (с приблизительно 865 или 868 года) на принцессе Вульфриде Йоркской. Детьми от этого брака были:
- Этельвольд — король Йорка, претендент на трон Уэссекса, в 902 году убит в сражении при Хольме (Западный Йоркшир)
- Этельхельм

Этельред почитался в народе как святой, однако канонизирован церковью не был.